# H II régió

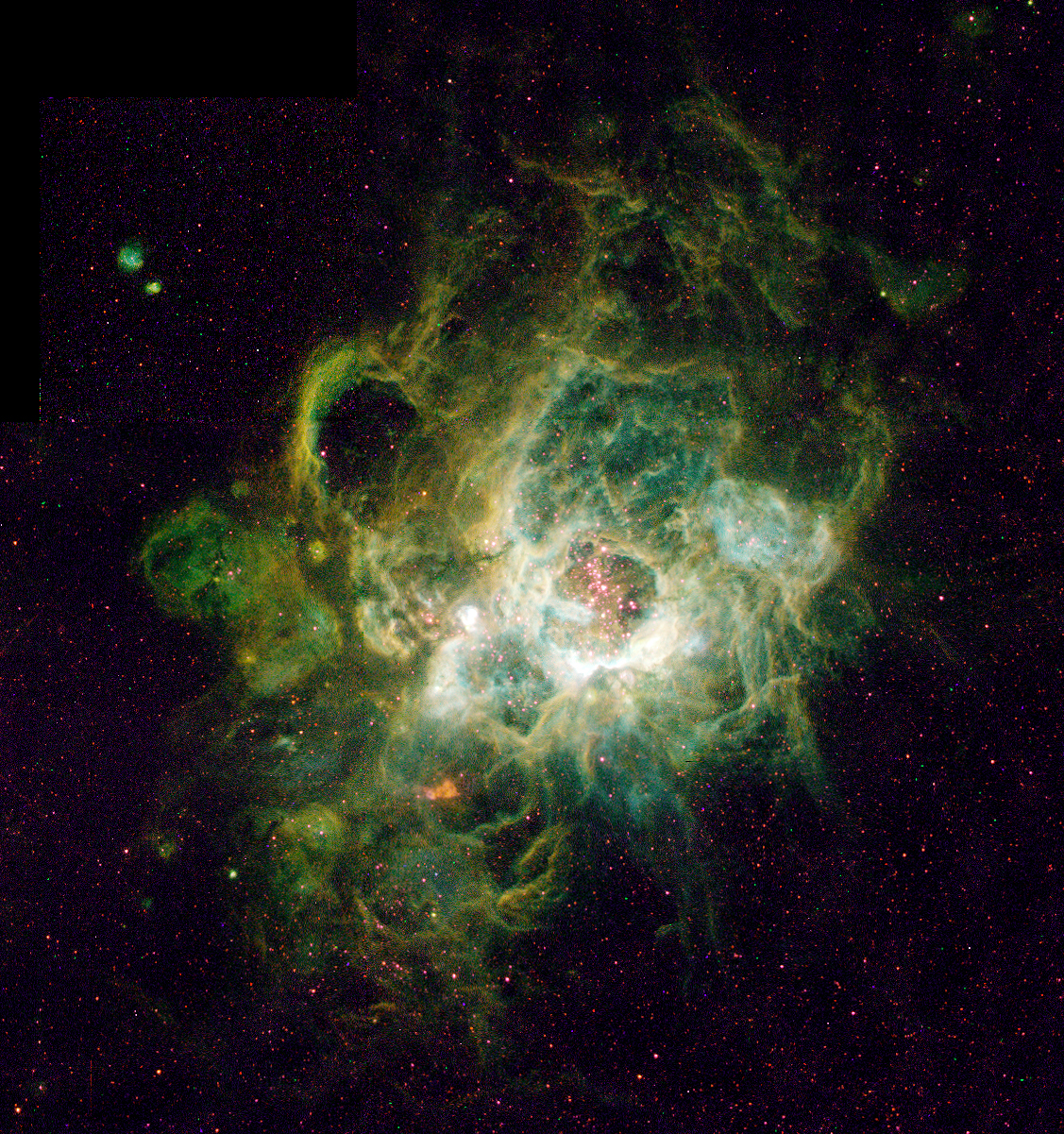
NGC 604, óriási H II régió a Triangulum-galaxisban.

A H II régió gázból és plazmából álló, világító csillagközi felhő, amelynek átmérője a több száz fényévet is elérheti, és a belsejében csillagképződés zajlik. A fiatal, forró, kék színű csillagok erős ultraibolya sugárzást bocsátanak ki, ezzel ionizálva és világításra késztetve az őket körülvevő gázfelhőt.
Az évmilliók során egy H II régióban több ezer csillag születhet, majd egy szupernóva-robbanás vagy az újszülött csillagokból érkező napszél eloszlatja a felhő maradék anyagát, és a helyén egy, a Plejádokhoz hasonló nyílthalmaz lesz látható.
A H II régió elnevezés onnan származik, hogy fő alkotóelemük, a hidrogén ionizált formában van jelen. A H I jelölés a semleges (ionizálatlan) állapotú hidrogénből, a H2 pedig a molekuláris hidrogénből álló felhőket jelöli. A H II régiók fontos szerepet játszanak az extragalaktikus csillagászatban a távoli galaxisok távolságának és kémiai összetételének meghatározása során.